# Diocesi di Antipatride
La diocesi di Antipatride (in latino Dioecesis Antipatridena) è una sede soppressa del patriarcato di Gerusalemme e una sede titolare della Chiesa cattolica.

## Storia
Antipatride, sito archeologico nei pressi di Ras-El-Aïn in Israele, è un'antica sede vescovile della provincia romana della Palestina Prima nella diocesi civile d'Oriente. Faceva parte del patriarcato di Gerusalemme ed era suffraganea dell'arcidiocesi di Cesarea.
Paolo di Tarso, secondo gli Atti degli Apostoli (23,31-32), passò qui una notte, come prigioniero, mentre veniva condotto a Cesarea presso il procuratore Felice al quale si era appellato.
Un solo vescovo è noto di questa sede, Policronio, che fu presente al brigantaggio di Efeso nel 449 e al concilio di Calcedonia nel 451.
Dal XVIII secolo Antipatride è annoverata tra le sedi vescovili titolari della Chiesa cattolica; la sede è vacante dal 3 aprile 1951.

## Cronotassi

### Vescovi greci
- Policronio † (prima del 449 - dopo il 451)

### Vescovi titolari
- Jerzy Kazimierz Ancuta † (27 settembre 1723 - 16 maggio 1737 deceduto)
- Józef Antoni Łaszcz † (23 giugno 1738 - 31 gennaio 1748 deceduto)
- Heinrich Joseph von Nitschke † (16 dicembre 1748 - 23 maggio 1778 deceduto)
- Johann Mathäus Schweiberer † (17 luglio 1779 - 27 giugno 1781 deceduto)
- Tommaso del Pozzo † (26 settembre 1785 - prima del 2 maggio 1796 deceduto)
- Ferdinando Lomellino, O.S.B. † (27 giugno 1796 - ?)
- Francesco Mazzuoli † (21 dicembre 1846 - 4 ottobre 1847 nominato vescovo di San Severino)
- Francesco Giuseppe Gandolfi † (14 aprile 1848 - 24 settembre 1868 nominato vescovo di Tarquinia e Civitavecchia)
- Kaspar (Balthasar) Willi, O.S.B. † (21 dicembre 1868 - 12 marzo 1877 confermato vescovo di Coira)
- José Proceso Pozuelo y Herrero † (26 giugno 1877 - 28 febbraio 1879 nominato vescovo delle Isole Canarie)
- Manuel Antonio Bandini Mazuelos † (15 maggio 1879 - 27 maggio 1889 nominato arcivescovo di Lima)
- Costantino Costa, C.P. † (29 aprile 1890 - 12 giugno 1893 nominato vescovo di Segni)
- Cyrillo de Paula Freitas † (27 marzo 1905 - 13 marzo 1911 nominato vescovo di Corumbá)
- John Stariha † (8 novembre 1909 - 28 novembre 1915 deceduto)
- Cyrillo de Paula Freitas † (8 febbraio 1918 - 9 marzo 1947 deceduto) (per la seconda volta)
- Francis Liu-Chiu-wen (Liou King wen) † (15 gennaio 1948 - 3 aprile 1951 deceduto)